# Zofingia
Zofingia es el nombre de una de las asociaciones de estudiantes más antiguas en Suiza. Fundada en Zofingen en 1819 por estudiantes de Zúrich y Berna, su objetivo inicial era fomentar la creación de un Estado federal suizo, restableciendo las libertades que el Pacto federal de 1815 había suprimido. Rápidamente, estudiantes de toda Suiza se unieron a la causa. Este objetivo se alcanzó con la Constitución Federal de 1848.
La sigla de la asociación estudiantil suiza de Zofingia es una mezcla caligráfica de cuatro letras, V, C, F y T, significando Vivat Crescat Floreat Tobinia! («¡Que viva, crezca y florezca Zofingia!»)
Hoy en día, la sociedad de estudiantes de Zofingia tiene por objeto cuidar de este federalismo sirviendo de enlace entre los estudiantes de toda Suiza.
Cuenta con casi cerca de cuatrocientos miembros activos, a quienes se añaden tres mil antiguos miembros reagrupados bajo la bandera de la Sociedad suiza de antiguos zofingianos. Existen nueve secciones universitarias en Basilea, Berna, Ginebra, Friburgo, Lausana, Lucerna, Neuchâtel, San Galo y Zúrich, y cinco secciones gimnasiales en Aarau-Olten, Basilea, Lucerna, San Galo y Zofingen.

## Teatro
La sección valdense (Lausana) tiene por costumbre montar una revista satírica anual en forma de prólogo. Este "teatro" suele analizar la actualidad cantonal, nacional e internacional. La sección de Basilea hace lo mismo en la época del carnaval. Otras secciones, particularmente la ginebrina y neuchatelina, se producen a veces sobre escena, pero hasta la fecha con menos regularidad.

## Miembros destacados
Albert Anker · Karl Barth ·  Carl Gustav Bernoulli ·  Rudolf Bohren · Jacob Burckhardt · Johann Caspar Bluntschli · Alfred Escher · Ludwig Forrer · Jeremias Gotthelf · Henri Guisan · Carl Gustav Jung · Hermann Kutter · Conrad Ferdinand Meyer · Adolf Guyer-Zeller · Rolf M. Zinkernagel · Rudolf Minger · Charles Ferdinand Ramuz · Johann Rudolf Schneider · Eduard von Steiger · Eduard Thurneysen · Jean Ziegler